# 馬圖庫島
馬圖庫島是斐濟東部區的島嶼，位於太平洋海域，距離托托亞島約40公里，屬於劳群岛的一部分，長8.5公里、寬6.5公里，面積57平方公里，海岸線長度385公里。